# Lollapalooza
Lollapalooza /ˌlɒləpəlüzə/ (Lolla) és una festival de quatre dies de Chicago, Illinois, al Grant Park, fundada el 1991. S'ha anat expandint per diversos països d'Europa i Sud-amèrica. Les actuacions inclouen, gèneres musicals com rock alternatiu, heavy metal, punk rock, hip hop i música electrònica, entre d'altres. Lollapalooza també ha proporcionat una plataforma per a grups polítics, sense ànim de lucre i per a diversos artistes visuals. El festival de música de quatre dies al Grant Park de Chicago acull cada any unes 400.000 persones fent sold-out anualment.  Lollapalooza és considerat un dels festivals de música més grans i emblemàtics del món i un dels més antics dels Estats Units. Al 2019, la seva edició brasilera va ser el tercer festival amb més ingressos del món, amb uns ingressos de 14,5 milions de dòlars.
Concebut i creat el 1991 pel cantant de Jane's Addiction (Perry Farrell), com a gira de comiat de la seva banda, Lollapalooza va funcionar anualment fins al 1997 i es va recuperar el 2003. Des del seu inici fins al 1997 i el seu retorn al 2003, el festival va fer una gira per Amèrica del Nord. El 2004, els organitzadors del festival van decidir ampliar les dates a dos dies per ciutat, però la mala venda d’entrades va obligar a cancel·lar la gira.
L'any 2005, Farrell i la William Morris Agency es van associar amb la companyia amb seu a Austin, Texas, Capital Sports Entertainment (ara C3 Presents) i la van reorganitzar en el seu format actual com a festival de cap de setmana a Chicago a Grant Park. El 2014, Live Nation Entertainment va comprar una participació dominant en C3 Presents.
El 2010 es va anunciar que Lollapalooza romandria a Chicago mentre debutava també fora dels Estats Units amb una sucursal del festival a Santiago, capital de Xile, del 2 al 3 d'abril de 2011, on es van associar amb la companyia amb seu a Santiago Lotus. El 2011, l'empresa Geo Events va confirmar la versió brasilera de l'esdeveniment, que es va celebrar al Jockey Club de São Paulo els dies 7 i 8 d'abril de 2012.  La versió argentina va començar l'abril de 2014 a Buenos Aires, i el novembre de 2014 es va anunciar el primer Lollapalooza europeu, que es va celebrar a l’antic aeroport de Tempelhof a Berlín.

## Etimologia
La paraula, prové d'una expressió americana de finals del segle xix / principis del segle XX que significa "un extraordinari o inusual cosa, persona o esdeveniment; un exemple o instància excepcional ". El seu ús més antic conegut va ser el 1896. Més tard, el terme també va agafar el significat d'una llarga piruleta. A Farrell, per la recerca d'un nom pel seu festival, li va agradar la qualitat eufònica del terme, en escoltar-lo en un curtmetratge de Three Stooges. En homenatge al doble significat del terme, un personatge del logotip original del festival té una de les piruletes.

## Creació
Inspirats en esdeveniments com el Festival de Reading de la Gran Bretanya - on el cofundador de Lollapalooza, Perry Farrell, va participar al 1990 - Farrell, Ted Gardner, Don Muller i Marc Geiger van concebre el festival el 1990 com a comiat de la formació de Farrell, Jane's Addiction.
A diferència de festivals anteriors com el festival de Woodstock, A Gathering of the Tribes i el Festival dels Estats Units, que eren esdeveniments puntuals celebrats en llocs individuals, Lollapalooza va fer una gira per Estats Units i el Canadà des de mitjans de juliol fins a finals d'agost de 1991. El cartell inaugural de Lollapalooza estava format per artistes de rock alternatiu (com Siouxsie and the Banshees), música industrial (com Nine Inch Nails) i música rap (com Ice-T). L'estrena a Phoenix, Arizona, el 18 de juliol de 1991, va estar emesa per un reportatge al MTV on el periodista Dave Kendall va acabar dient que "Lollapalooza podria ser la gira de l'estiu", la gira va acabar a Seattle el 28 d'agost, 1991.
Un altre punt clau va ser la inclusió d'espectacles no musicals. Intèrprets com el Jim Rose Circus Side Show, un espectacle de freak alternatiu, i els monjos Shaolin van estendre els límits de la cultura del rock. Hi havia una carpa per a la visualització d’obres d’art, jocs de realitat virtual i taules d’informació per a grups polítics i ambientals sense ànim de lucre, promovent la contracultura i la consciència política."Bàsicament, m'avorreixo", va dir Farrell en aquell moment. "Només vull veure coses que són inesperades i una mica estrambòtiques."

## Èxit i declivi
L'edició inaugural del 1991 va ser un èxit sorprenent. Per a Dave Grohl de Nirvana que ho va veure a Los Angeles mentre mesclava Nevermind, el festival va ajudar a canviar les mentalitats de la indústria musical. Els Butthole Surfers van obrir el dia tocant davant d'un gran públic i Siouxsie "eren com el Led Zeppelin d'aquesta època". "Semblava que passava alguna cosa, aquest era el principi de tot". Aquell any Farrell també va encunyar el terme "nació alternativa". L'explosió del rock alternatiu a principis dels anys noranta va impulsar Lollapalooza cap endavant; els festivals de 1992 i 1993 es van basar molt en el grunge i en actes alternatius, i normalment comptaven amb un artista de rap addicional. Els espectadors de punk rock com els "mosh pits" i els "crowd surfing" van passar a formar part del cànon dels concerts. Aquests anys van experimentar un gran augment de participació en l'esdeveniment amb la inclusió de casetes per a lectures de micròfon obert i oratòria, sales de tatuatge i pírcing, etc. Després del 1991, el festival va incloure un segon escenari (i el 1996 un tercer) per a grups emergents o actes locals. Això va comportar queixes dels assistents al festival pels preus elevats de les entrades, així com l'elevat cost de menjar i aigua als espectacles. [28] El festival va formar part al festival Alpine Valley a East Troy, Wisconsin, el 29 d'agost de 1992, i també al World Music Theatre de Tinley Park, IL (prop de Chicago), on els concertistes van arrencar trossos de gespa i es van llançar els uns als altres i a les bandes, resultant en desenes de milers de dòlars en danys al local.
La formació de grunge Nirvana estava programat al festival el 1994. No obstant Cobain ho va rebutjar i la formació va abandonar oficialment el festival el 7 d'abril de 1994. El líder de Nirvana, Kurt Cobain, va ser descobert a Seattle l'endemà. La vídua de Cobain, Courtney Love, va fer aparicions com a convidada en diversos espectacles, inclòs el programa de Filadèlfia al parc FDR (normalment prenent el temps que li va donar el vocalista / guitarrista Billy Corgan de The Smashing Pumpkins), parlant a la multitud sobre la pèrdua, i després cantant un mínim de dues cançons. Farrell va treballar amb l'artista de cartells de rock Jim Evans per crear una sèrie de pòsters i la decoració gràfica completa per a l'esdeveniment del 1994, incloses dues estàtues de Buda de 70 peus d'alçada que flanquejaven l'escenari principal.
El 1996, Farrell, que havia estat l'ànima del festival, va decidir centrar la seva energia per produir el seu nou projecte de festival, ENIT, i no va participar en la producció de Lollapalooza. Molts fans van veure l'addició de Metallica el 1996 com a contrària a la pràctica anterior del festival de comptar amb artistes "no convencionals", i van descriure les multituds atretes per Metallica com a centrades singularment en el cap de cartell sense respectar els altres artistes. A més, el cofundador del festival, Farrell, va considerar que la imatge masclista de Metallica violava la visió pacífica del festival, perquè la cultura alternativa de principis dels anys noranta era generalment contrària a aquest comportament. Farrell va deixar la gira en protesta.
En resposta a la controvertida gira de Metallica, Lollapalooza va fer esforços per reviure la seva rellevància per al públic. El festival va reservar actes eclèctics com la superestrella del país Waylon Jennings al 1996, i va posar èmfasi en grups molt electrònics com The Orb i The Prodigy el 1997. El 1997, però, resultaria ser la gira final de la sèrie inicial de gires de Lollapalooza. El festival no va trobar un cap de cartell adequat el 1998 i, per tant, va anunciar la cancel·lació de Lollapalooza. La cancel·lació del festival va afectar en la disminució de la popularitat del rock alternatiu.

## Expansió Internacional

### Xile
El 2010, es va anunciar que Lollapalooza debutaria a Amèrica del Sud, amb una sucursal del festival a la capital de Xile, Santiago, del 2 al 3 d'abril de 2011. El cartell de "Lollapalooza Chile" incloïa Jane's Addiction, Thirty Seconds to Mars, The National Manny i Gil The Latin, The Drums, The Killers, Los Bunkers, Ana Tijoux, Javiera Mena, Fatboy Slim, Deftones, Los Plumabits, Cypress Hill, 311, The Flaming Lips i molts altres. La vuitena edició a Xile es va celebrar del 16 al 18 de març de 2018, amb Pearl Jam, Lana Del Rey, The Killers, Red Hot Chili Peppers i LCD Soundsystem com a caps de cartell.

### Brasil
L'edició brasilera de l'esdeveniment es va confirmar el 2011 i va tenir la seva edició inaugural al Jockey Club de São Paulo els dies 7 i 8 d'abril de 2012. L'any següent, Lollapalooza es va tornar a celebrar al Jockey Club durant la Setmana Santa, aquesta vegada ampliant-se a tres dies que van omplir tot el estadi - 29-31 de març de 2013. La tercera edició es va traslladar a l'Autódromo José Carlos Pace al districte d'Interlagos, a São Paulo, que va tenir lloc els dies 5 i 6 d'abril de 2014. Interlagos va romandre el lloc del festival durant les següents edicions, del 28 al 29 de març de 2015, del 12 al 13 de març de 2016, del 25 al 26 de març de 2017, del 23, 24, 25, 2018 i 5 d'abril, 6, 7, 2019.

### Argentina
El 10 de setembre de 2013 es va anunciar que la versió argentina del festival se celebraria a Buenos Aires.Des de llavors, Lollapalooza ha tingut una edició anual a l’Hipódromo de San Isidro, normalment els darrers dies de març.

### Alemanya
El 4 de novembre de 2014 es va anunciar que el primer Festival Lollapalooza se celebraria a Europa, a la capital alemanya de Berlín. Estava prevista del 12 al 13 de setembre de 2015, la ubicació proposada va ser la base històrica de l'aeroport de Berlin-Tempelhof. A la veritable moda de Lollapalooza, aquesta ubicació urbana serveix per incorporar socis regionals en la presentació d'esdeveniments internacionals. En la nota de premsa oficial, el fundador del festival, Perry Farrell, va afirmar que "l'energia de Berlín, l'art vibrant, la moda i les escenes musicals són un reflex del que tracta Lollapalooza i no puc esperar a compartir aquest intercanvi cultural". "Lollapalooza Germany" va ser produït per l'equip nord-americà de Lollapalooza a més de Melt! Booking i Festival Republic que van ajudar a dirigir el festival de Reading i de Leeds a Anglaterra. L'edició 2016 del festival va tenir lloc al parc Treptower de Berlín, del 10 a l'11 de setembre. Atraia 70.000 visitants cada dia.
A change.org, una petició en línia contra el festival al parc Treptower va reunir més de 6.400 seguidors. Ciutadans de la zona han creat grups de treball per aturar la celebració del festival al parc Treptower.Hi ha hagut poca comunicació amb els habitants locals, ja sigui per part dels organitzadors del festival o del govern local. Les persones que viuen directament al costat de la ubicació de l'esdeveniment han rebut una invitació per traslladar-se a un hotel proper durant la durada del festival.
Des del 2018 el festival se celebra a l'Olympiapark de Berlín.

### Suècia
La primera edició escandinava de Lollapalooza es va celebrar a la capital de Suècia, Estocolm, els dies 28 i 29 de juny de 2019.

### França
El 12 d'octubre de 2016, Lollapalooza va anunciar que organitzaria un festival a París, França. L'edició inaugural d’aquest festival va tenir lloc al recinte de l’hipòdrom Longchamp de la ciutat del 22 al 23 de juliol de 2017. La programació de Lollapalooza Paris 2017 es va anunciar el 17 de gener de 2017 i inclou una formació amb Red Hot Chili Peppers i The Weeknd com a caps de cartell. Després, la formació icluia imatges de Imagine Dragons, Lana Del Rey, DJ Snake, London Grammar, Alt-J, The Roots, Marshmello, Liam Gallagher, Martin Solveig, Skepta, Glass Animals, Milky Chance, Don Diablo, Oliver Heldens, Crystal Fighters, entre d'altres.